# Alois Hába
Alois Hába, född 21 juni 1893 i Wisowitz, Mähren, död 18 november 1973 i Prag, tjeckisk tonsättare och musikpedagog. 

## Biografi
Hába bedrev akustiska studier i Berlin och var den främste föregångaren inom den så kallade mikrotonsmusiken.  Han har inom denna komponerat stråkkvartetter, pianomusik och en opera, Matka (Modern), som uruppfördes i München 1931. 
Förutom kompositionerna i kvartstonssystemet har han även experimenterat med sjättedels- och tolftedelstoner. För hans klavermusik har särskilda musikinstrument konstruerats.